# Georg Geldorp
Georg Geldorp (* in Köln; † 1665 in London) war ein Porträtmaler und ein Kunsthändler im Zeitalter des Barocks.  In Deutschland geboren mit flämischer Herkunft, übte er seinen Beruf als Künstler der flämischer Barockschule in Antwerpen und London aus.

## Leben und Wirken

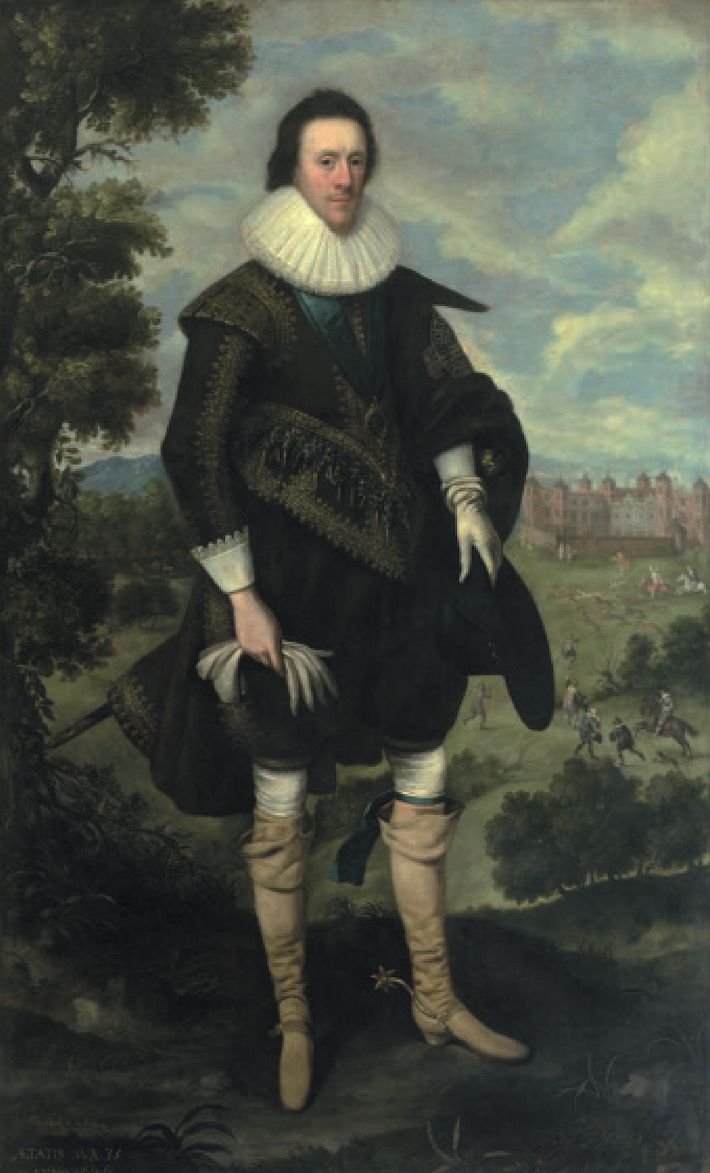
William Cecil, 2. Earl of Salisbury

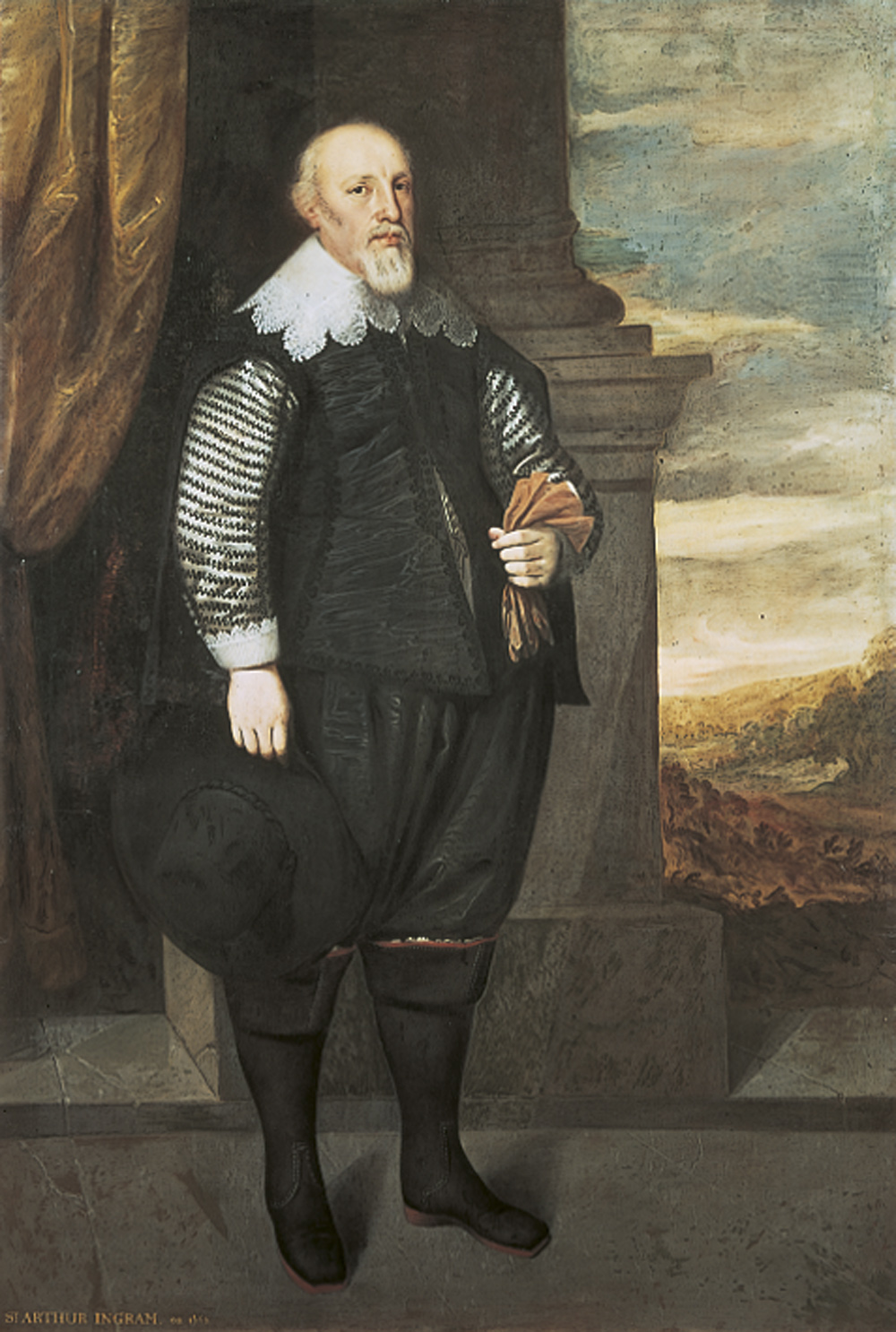
Sir Arthur Ingram

Der Sohn des Malers Gortzius Geldorp wurde in der Werkstatt seines Vaters ausgebildet und von 1610 bis 1623 als Meister in den Liggeren, dem Malerzunftbuch der Antwerpener Lukasgilde, geführt.
Geldorp ging 1623 nach England, wo er über eine Bekanntschaft mit dem Herzog von Newcastle, William Cavendish, 1. Duke of Newcastle, Kontakte zu den örtlichen Adelskreisen erhielt, die daraufhin seine neuen Auftraggeber wurden. In der Zeit der Stuart-Restauration betreute er laut Horace Walpole die königlichen Gemälde, ein Posten, der eine Rolle als politischer Unterhändler für Charles II. mit sich brachte.
Im Jahr 1637 stand Peter Paul Rubens mit ihm in Briefkontakt und Geldorp bestellte bei ihm für den Kölner Bankier Eberhard Jabach ein Kreuzigungsbildnis. Ab 1649 fertigte Geldorp für Oliver Cromwell mehrere Gemälde an und wurde 1662 für Charles II. noch als Restaurator tätig. Einer von Geldorps Schüler war Isaac Sailmaker, den er 1653 und 1657 beauftragte, mehrere Marinebilder anzufertigen.
Georg Geldorp war mehrmals verheiratet, unter anderem mit einer Tochter des Malers Willem de Vos. In seinem ersten großen Haus in der Drury Lane verkehrten die Vornehmen der Gesellschaft und  Anthonis van Dyck und Peter Lely wohnten auch zeitweise in diesem Haus.

## Stil und Rezeption
Nach Joachim von Sandrart war Georg Geldorp kein guter Zeichner. Seine Werke bestanden aus den Kopien in Form von Durchpausen anderer Werke, vornehmlich van Dycks. Arnold Houbraken missbilligte dieses Vorgehen und zog es vor, lieber über andere Maler zu schreiben. Nach seinem Umzug nach England malte er in einem englisch-flämischen Stil. Seine ganzfigurigen Porträts des William Cecil, 2. Earl of Salisbury und seiner Frau hängen noch heute sowohl im Hatfield House als auch in der nationalen Porträt-Galerie des Earl of Totnes in London.

## Werke (Auswahl)
- Elisabeth Basset (1617–1643)
- 1626 William Cecil, 2. Earl of Salisbury und seine Frau Catherine im Hatfield House, in Hertfordshire
- 1638/39 Sir Arthur Ingram, Politiker[1]
- George Carew, 1. Earl of Totnes (1555–1629), Halbfigur, Porträtgalerie in London, Zuschreibung frgl.
- Porträt eines Unbekannter, Wien Gemälde-Galerie, Zuschreibung fraglich
- James Stewart, Duke of Lennox, bez.: Geo.Geldorp pinx. Robert van Vorst erstellte einen Stich nach diesem Gemälde.
- Heinrich IV. von Johann Gelle (1580 bis etwa 1625)[2] gestochen.